# باقی رحیم‌زاده
باقی رَحیم‌زاده (به تاجیکی: Боқӣ Раҳимзода) , (به انگلیسی: Boqi Ramizoda) ‏ (۱۵ مه ۱۹۱۰–۳۰ ژانویه ۱۹۸۲) یکی از شاعران فارسی‌زبان از کشور تاجیکستان است.
رحیم‌زاده در روستای سارباغ در شهرستان غَرم در تاجیکستان به دنیا آمد.
او از کودکی به شعر و شاعری گرایش زیادی داشت و پیوسته اشعار سعدی و حافظ را می‌آموخت.
باقی رحیم‌زاده از سال ۱۹۴۸ تا پایان عمر، رایزن انجمن نویسندگان تاجیکستان (اتفاق نویسندگان تاجیکستان) بود.
از شعرهای بارز او می‌شود به این اشعار اشاره کرد:
- چشمه‌سار
- بهار عمر
- قصهٔ کوهسار
- رسپوبلیکای من
- موسیچه و روباه
- معلم
- خلق بزرگوارم